# Tjejjour
En tjejjour är en organisation som arbetar med att stärka och stötta unga kvinnor. Den första tjejjouren startade 1996 och finns fortfarande som Stockholms Tjejjour. Nu finns ett 60-tal tjejjourer runt om i landet. 
Jämfört med kvinnojourer jobbar tjejjourer mer förebyggande, ett viktigt mål är att tjejerna inte ska behöva ta kontakt med en kvinnojour senare i livet. Alla som identifierar sig som tjej kan kontakta en tjejjour för stöd. Riksorganisationen för ungdomsjourer - Förenade tjej-, trans- och ungdomsjourer - och de två riksorganisationerna för kvinnojourer – Roks och Unizon – samlar också tjejjourer.
De flesta tjejjourerna har en kontaktjour som är öppen en eller flera gånger i veckan. Då kan tjejer höra av sig genom att mejla, chatta, ringa eller genom besök. Till en del jourer går det även att sms:a sina frågor. Det är alltid tjejer som svarar.
Många av de som hör av sig till tjejjourerna har utsatts för våld och övergrepp eller mår dåligt på olika sätt. Andra behöver någon att prata av sig om skoldagen med, eller undrar något som har med sex eller kroppen att göra.
Vissa tjejjourer har bara ett par medlemmar, medan andra jourer är större och har över hundra. Tjejjourerna har ofta en liten lokal.
Många tjejjourer anordnar workshops, tjejgrupper, sommarläger och självförsvarskurser. Det finns också tjejjourer som nattvandrar, går ut och pratar i skolor och har aktivitetskvällar.
Alla jourtjejer har tystnadsplikt och den som hör av sig kan vara helt anonym. Jourtjejerna är inte utbildade kuratorer, läkare eller poliser.
De flesta tjejjourer vilar på en feministisk värdegrund.